# Kláštor pod Znievom
Kláštor pod Znievom es un municipio del distrito de Martin en la región de Žilina, Eslovaquia, con una población estimada a final del año 2024 de 1843 habitantes.
Se encuentra ubicado al oeste de la región, cerca del curso alto del río Váh (cuenca hidrográfica del Danubio) y del parque nacional de Veľká Fatra.

## Demografía
| Año        | 1994 | 2004    | 2014    | 2024     |
| ---------- | ---- | ------- | ------- | -------- |
| Población  | 1532 | 1481    | 1598    | 1843     |
| Diferencia |      | −3,32 % | +7,90 % | +15,33 % |

| Año        | 2023 | 2024    |
| ---------- | ---- | ------- |
| Población  | 1823 | 1843    |
| Diferencia |      | +1,09 % |